# Echoma weyenberghi
Echoma weyenberghi es una especie de insecto coleóptero de la familia Chrysomelidae.
Fue descrita científicamente en 1878 por Anton Dohrn.